# Max Euwe
Machgielis "Max" Euwe, PhD (tiếng Hà Lan: [ˈøːwə]; 20 tháng 5 năm 1901 – 26 tháng 11 năm 1981) là một đại kiện tướng cờ vua, nhà toán học và tác giả người Hà Lan. Ông là vua cờ thứ năm (1935–37). Euwe cũng từng là chủ tịch của Liên đoàn cờ vua thế giới từ 1970 đến 1978.